# 費爾菲爾德堡 (緬因州)
費爾菲爾德堡（英語：Fort Fairfield）是一個位於美國緬因州阿魯斯圖克縣的市鎮。

## 人口
根據2020年美國人口普查的數據，費爾菲爾德堡的面積為202.95平方千米，當中陸地面積為198.57平方千米，而水域面積為4.38平方千米。當地共有人口3322人，而人口密度為每平方千米16人。